# Zorzines semilactescens
Zorzines semilactescens är en fjärilsart som beskrevs av Inoue 1982. Zorzines semilactescens ingår i släktet Zorzines och familjen nattflyn. Inga underarter finns listade i Catalogue of Life.